# Lempira (departement)
Lempira is een departement van Honduras, gelegen in het zuidwesten van het land aan de grens met El Salvador. Tot 1943 heette het departement Gracias, naar de stad Gracias die ook nu nog de departementshoofdstad is.
Het departement bestrijkt een oppervlakte van 4228 km² en heeft 339.310 inwoners (2016).
Lempira is een ruw gebied en ligt relatief afgelegen ten opzichte van de rest van het land. De hoogste berg van Honduras, de Cerro de las Minas, bevindt zich in het departement.
Het departement is genoemd naar Lempira, de leider van de Lencas die met een grote strijdmacht enige tijd een succesvolle strijd tegen de Spanjaarden voerde, onder meer in het gebied dat nu tot het huidige departement behoort. In 1537 werd Lempira door de Spanjaarden vermoord, waarschijnlijk door verraad. Tegenwoordig wordt hij in Honduras als nationale held gezien en is de Hondurese munteenheid naar hem vernoemd.

## Gemeenten
Het departement is ingedeeld in 28 gemeenten:
- Belén
- Candelaria
- Cololaca
- Erandique
- Gracias
- Gualcince
- Guarita
- La Campa
- La Iguala
- Las Flores
- La Unión
- La Virtud
- Lepaera
- Mapulaca
- Piraera
- San Andrés
- San Francisco
- San Juan Guarita
- San Manuel Colohete
- San Marcos de Caiquín
- San Rafael
- San Sebastián
- Santa Cruz
- Talgua
- Tambla
- Tomalá
- Valladolid
- Virginia

Atlántida · Choluteca · Colón · Comayagua · Copán · Cortés · El Paraíso · Francisco Morazán · Gracias a Dios · Intibucá · Islas de la Bahía · La Paz · Lempira · Ocotepeque · Olancho · Santa Bárbara · Valle · Yoro